# Vicente de Lima
Vicente Lenílson de Lima (Currais Novos, Brasil, 4 de junio de 1976) es un atleta brasileño, especialista en la prueba de los relevos 4 × 100 m. Fue medallista de plata en los Juegos Olímpicos de 2000 y de bronce en los Juegos Olímpicos de 2008, además de ser subcampeón mundial en el Campeonato Mundial de Atletismo de 2003 y campeón de los Juegos Panamericanos de 2003 y 2007, en el relevo brasileño 4x100m.

## Carrera deportiva
En las Olimpiadas de Sídney 2000 ganó la plata, tras Estados Unidos y por delante de Cuba.
Y en el Mundial de París 2003 ganó la medalla de plata en la misma prueba, con un tiempo de 38.26 segundos, tras Estados Unidos y por delante de Países Bajos, siendo sus compañeros de equipo: Édson Ribeiro, André da Silva y Cláudio Roberto Souza.